# کوروش صحتی
کوروش صحتی متولد ۱۸ فروردین ۱۳۵۷ تهران. روزنامه نگار و فعال سیاسی. عضو شورای نویسندگان نشریه هویت خویش و دبیر سرویس سیاسی روزنامه گزارش روز، از موسسان کمیته دانشجویی دفاع از زندانیان سیاسی و عضو پیشین شورای مرکزی جبهه متحد دانشجویی است.
کوروش صحتی از فعالان و زندانیان سیاسی قیام دانشجویی ۱۸ تیرماه ۱۳۷۸ در جریان اعتراضات پس از حمله به کوی دانشگاه تهران از سوی نیروهای حکومتی و لباس شخصی بشمار می‌رود. کوروش صحتی سال ۱۳۸۳ و پس از تحمل چند دوره زندان که ۳ سال طول کشید به طور غیرقانونی از مرز ترکیه از ایران خارج شد.
صحتی از سال ۲۰۰۷ تا ۲۰۱۶ در بخش فارسی صدای آمریکا در واشنگتن دی سی مشغول به کار بود.  کوروش صحتی از سال ۲۰۱۷ تاکنون در شبکه ایران اینترنشنال در لندن مشغول به کار است. گزارشهای او در مورد مسایل سیاسی داخل ایران به ویژه حقوق بشر و زندانیان سیاسی و همینطور جنبشهای سیاسی و اجتماعی در ایران است.